# 威廉·瓦拉格

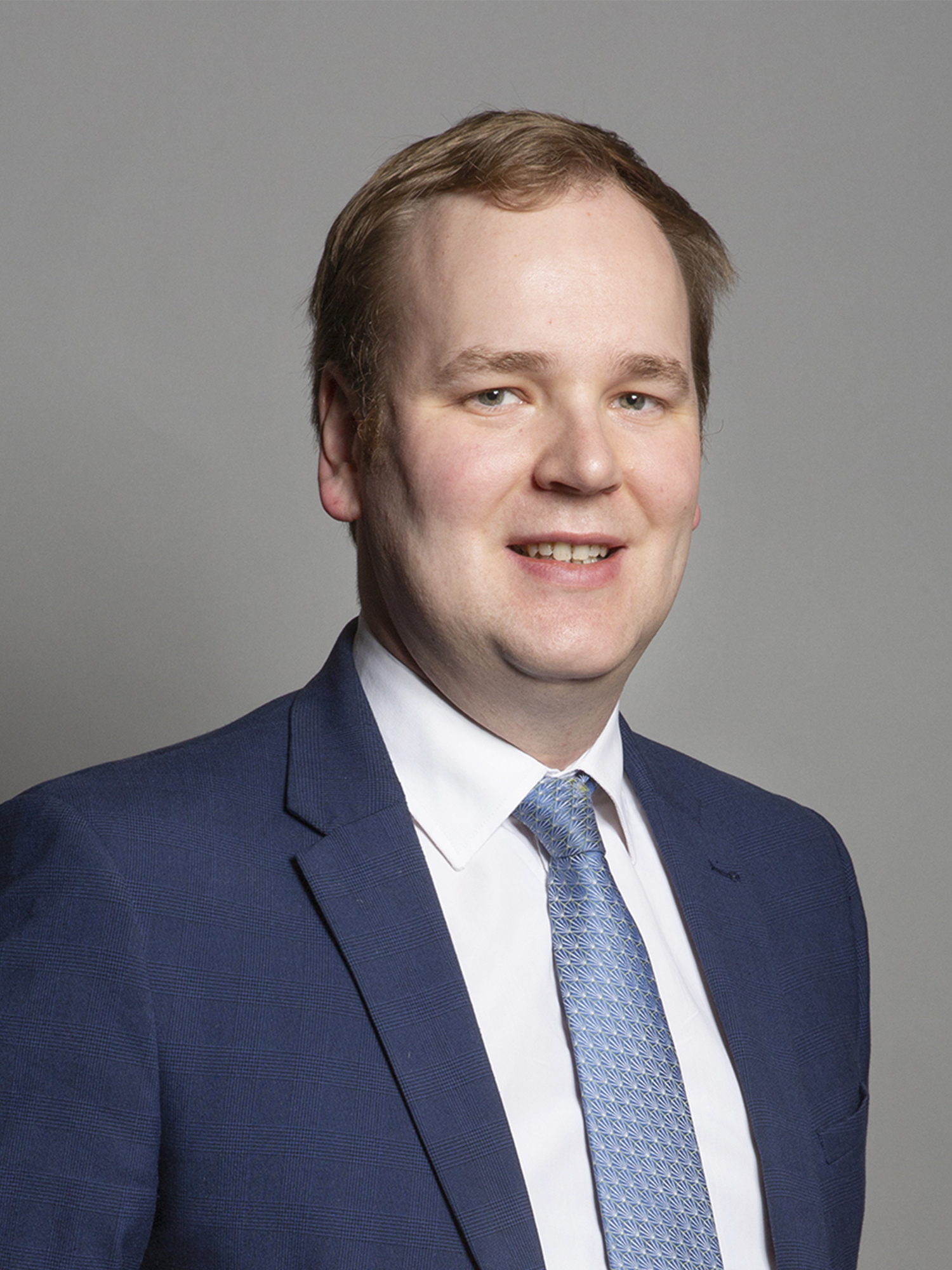

威廉·瓦拉格（1987年12月11日—）是一位英格蘭政治人物，他的黨籍是保守黨。自2015年開始，他擔任黑澤爾格羅夫選區選出的英國下議院議員。他畢業於曼徹斯特大學。